# Irak na Letnich Igrzyskach Olimpijskich 1984
Irak na Letnich Igrzyskach Olimpijskich 1984 reprezentowało 23 zawodników (wszyscy mężczyźni). Reprezentanci Iraku nie zdobyli żadnego medalu na tych igrzyskach.

## Skład kadry

### Boks
Mężczyźni
- Abbas Zeghayer - waga ekstralekka - 17. miejsce
- Samir Khenyab - waga lekka - 17. miejsce
- Ismail Salman - waga lekkociężka - 9. miejsce

### Piłka nożna
Mężczyźni
- Adnan Dirjal, Ali Hussein, Emad Jassim, Husam Nima Nasser, Hussain Saeed, Kadhum Mutashar, Karim Saddam, Karim Allawi, Khalil Allawi, Mohammed Fadel, Natik Hashim, Raheem Hamid, Raad Hammoudi, Sadik Musa, Wameedh Munir - 13. miejsce

### Podnoszenie ciężarów
Mężczyźni
- Mohammed Yaseen Mohammed - waga średnia - 6. miejsce
- Mohammed Taher Mohammed - waga średniociężka - 17. miejsce

### Zapasy
Mężczyźni
- Ali Hussain Faris - waga półśrednia, styl klasyczny - niesklasyfikowany
- Abdul Rahman Mohammed - waga lekkociężka, styl klasyczny - niesklasyfikowany
- Marwan Suhail Aboud - waga kogucia, styl wolny - niesklasyfikowany
- Ali Hussain Faris - waga półśrednia, styl wolny - niesklasyfikowany
- Abdul Rahman Mohammed - waga lekkociężka, styl wolny - niesklasyfikowany